# Manoir du Vau Ardau
Le manoir du Vau Ardau est un manoir situé à Saint-Cyr-sur-Loire (Indre-et-Loire).

## Historique
Les façades et les toitures de la maison et du petit pavillon situé au nord, ainsi que la grille d'entrée avec ses piliers et le mur circulaire sont inscrits au titre des monuments historiques par arrêté du 16 septembre 1963.